# Eduardo Neto
Eduardo da Silva Nascimento Neto, noto semplicemente come Eduardo Neto (Salvador, 24 ottobre 1988), è un calciatore brasiliano, centrocampista del Jacuipense.

## Caratteristiche tecniche
È anche un difensore centrale.

## Palmarès

### Club
- Taça Rio: 1

Botafogo: 2008
- Taça Guanabara: 1

Botafogo: 2009